# Полковое орудие

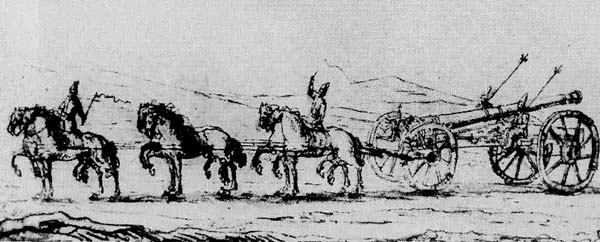
Пушка большого наряда (осадной артиллерии). Из альбома Э. Пальмквиста, 1674 год.

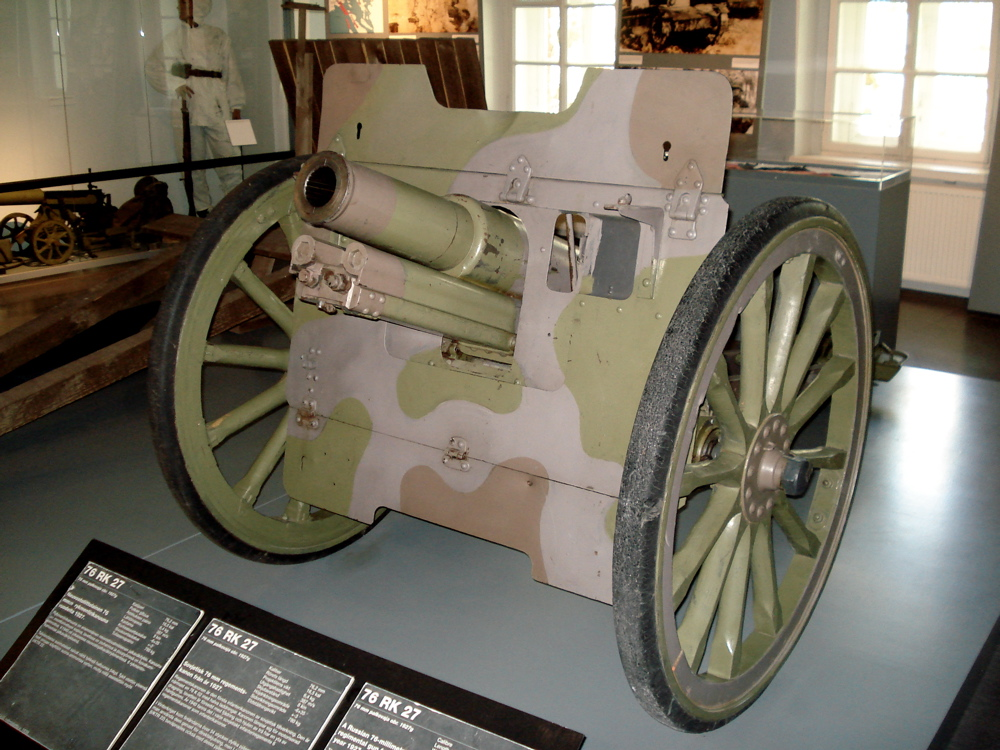
76-мм полковая пушка образца 1927 года, СССР, артиллерийский музей, Финляндия.

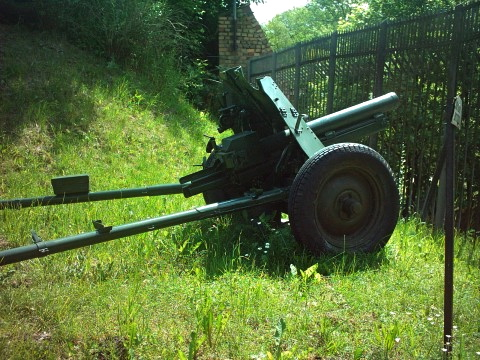
76-мм полковая пушка образца 1943 года, СССР.

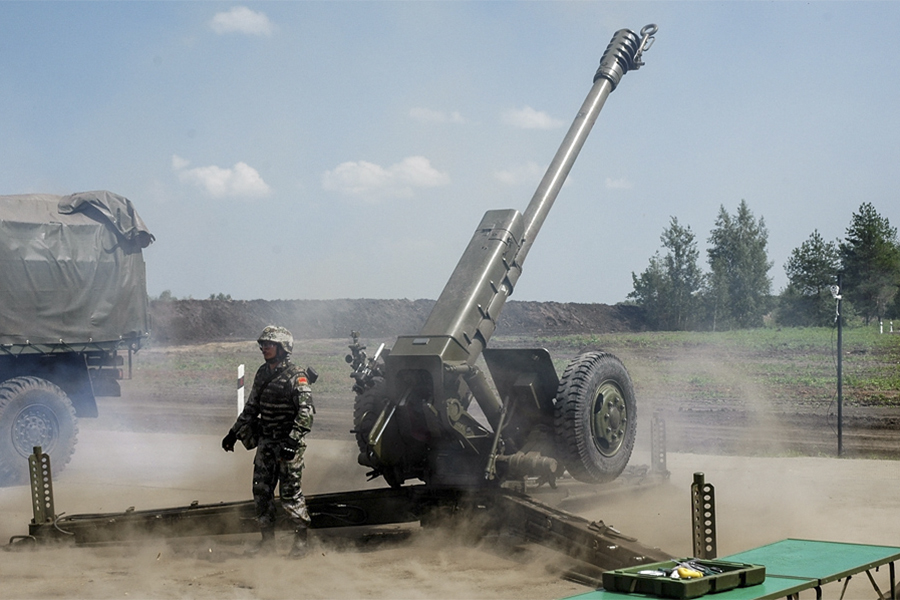
Д-30 с расчётом, 1-й этап конкурса «Мастер-оружейник».

Полковое орудие, Полковая пушка — лёгкие полевые орудия, артиллерийское орудие (пушка, гаубица, миномёт, САУ), полагающееся по штату формирования, то есть для усиления огневой мощи стрелкового (пехотного), моторизованного стрелкового (мотопехотного), кавалерийского, воздушно-десантного и других полков в родах войск (сил) вида вооружённых сил государств мира. 
Для данного типа (вида) артиллерийского орудия также используются словосочетания полковая артиллерия, пехотное орудие, орудие сопровождения пехоты и так далее. Полковая артиллерия является  родоначальницей полевой артиллерии.

## История
В своём труде И. Д. Беляев показал на примере документов Пушкарского приказа, как в XVII веке собиралась в поход артиллерия русского войска и из каких орудий она состояла (по документам Смоленского похода 1632—1634 годов). Акты показывают, что ко времени царствования Михаила Федоровича уже существовало деление «огнестрельного наряда» на «крепостной», «осадный» и «полковой».
Со времен Ивана Васильевича «Грозного» Русское войско в своих полках уже использовали артиллерию (образец полковой пищали сохранился в Санкт-Петербургском артиллерийском музее). Позже шведский король Густав-Адольф, в XVII столетии, настолько облегчил систему арторудий, в вооружённых силах Швеции, бывших до того крайне неподвижными, что 3-х или 4-фунтовые пушки на паре лошадей, впряженных непосредственно к лафету, могли всюду поспевать за пехотой и были приданы полкам его армии в Тридцатилетнюю войну.
А лёгкие полевые орудия, сначала трехфунтовые, затем шестифунтовые, в пехотных полках Вооружённых сил Российской империи, состояли до начала XIX столетия.
Официально классификация орудий на полковые, дивизионные и так далее существовала в армии Российской империи и в Рабоче-Крестьянской Красной Армии. 
После окончания Великой Отечественной войны эти термины постепенно вышли из употребления. Хотя в армиях других государств существовали образцы артиллерийского вооружения, использовавшиеся на уровне полка (например, немецкое орудие sIG 33), официально они полковыми не назывались.
В отечественной гвардии и армии стрелковому полку по штату полагалась батарея лёгких пушек для качественного усиления его огневой мощи. Основными требованиями к полковым орудиям были:
- Небольшая масса, дозволяющая перекат орудия на поле только силами своего расчёта.
- Существенная мощь осколочно-фугасного снаряда для борьбы с полевой фортификацией противника
- Простое устройство, позволяющее обслуживание орудия не только артиллеристами, но и неквалифицированными пехотинцами.
- Нетребовательность к силе тягача, чтобы не стеснять полк на марше.

В итоге всем этим требованиям удовлетворяли лёгкие короткоствольные 76-мм орудия, которые были основой полковой артиллерии. В 1927 году на вооружение РККА была принята 76-мм полковая пушка образца 1927 года, первый серийный образец советской артиллерии после гражданской войны. 
В 1924 году советским военным руководством было принято решение сконструировать новое легкое полковое орудие, способное стать массовым средством огневой поддержки в войсках. Новая пушка должна была заменить устаревшее 76 мм орудие образца 1902 года, стоявшее на вооружение частей РККА. Задание на разработку новой артсистемы получил коллектив конструкторов оружейно-артиллерийского треста под руководством С.П. Шукалова. За основу конструкции была взята горная короткоствольная пушка 1913 года, имеющая аналогичный калибр.
Полковая 76 мм пушка образца 1927 года оказалась долгожителем, находясь на вооружении частей РККА в течение 15 лет. Орудие успешно применялось во время вооруженного конфликта на реке Халкин-Гол, в ходе советско-финской войны 1939-40 годов. На начальном этапе Великой Отечественной войны эти орудия составляли половину артиллерийского парка советских воинских частей.
Однако развитие ручных противотанковых гранатомётов и управляемых ракет привело к тому, что классическая короткоствольная полковая пушка окончательно вышла из употребления после Великой Отечественной войны. Её функции непосредственной поддержки мотострелков на поле боя выполняют миномёты и расчёты ручных противотанковых гранатомётов.
В СА ВС Союза ССР основным полковым орудием являлась 122-мм САУ 2С1 и 122-мм гаубицы Д-30.

## Производство
Советская 76 мм полковая пушка 1927 года стала первой самостоятельно разработанной отечественной артиллерийской системой. Орудие, получившее индекс ГАУ-52-П-353, являлось легким полковым средством артиллерийской поддержки пехоты и кавалерии. Орудие выпускалось в течение 15 лет с 1928 по 1943 год. Всего на советских заводах было изготовлено около 18000 экземпляров. Основной производственной базой был Ленинградский Кировский завод. 

## Боевое применение
В начале 1930-х годов в её боекомплект был введён бронебойный снаряд, который вполне позволял пушке бороться с танками с противопульной бронёй. Однако устаревший уже на момент создания однобрусный лафет существенно ограничивал мобильность и угол горизонтальной наводки орудия — что для полкового орудия, находящегося вблизи от передовой, весьма важно. Современную полковую пушку удалось создать в 1943 году на основе лафета 45-мм противотанковой пушки М-42. 76-мм полковая пушка образца 1943 года обладала высокой мобильностью, хорошим горизонтальным углом наводки и на близких дистанциях могла весьма успешно бороться с танками противника, используя новый кумулятивный снаряд. Однако боевой опыт показал, что дальность огня полковых пушек (порядка 4 км) уже не удовлетворяет требованиям времени, а по сравнению со 120-мм полковыми миномётами их огневая мощь и летальность огня гораздо хуже. В результате единственной причиной, которая позволила полковым пушкам оставаться на вооружении, была их способность поражать танки кумулятивными снарядами.

## Пример
Тактико-техническая характеристика советской лёгкой полковой 76-мм пушки 1927 года:
- Расчёт — четыре — 7 человек.
- Боевая масса — 0,920 тонны.
- Заряжание — унитарное.
- Начальная скорость бронебойного снаряда — 387 м/с.
- Скорострельность: 10 — 12 выстр./мин.
- Максимальная дальность стрельбы — 7 100 метров.
- Дальность прямого выстрела бронебойным снарядом — 470 метров.
- Бронепробиваемость бронебойным снарядом: на дальности 500 метров — 25 мм., на дальности 1 000 метров — 23 мм.
- Основные типы боеприпасов: бронебойные, кумулятивные, осколочно-фугасные снаряды, картечь, шрапнель.
- Вес бронебойного снаряда — 6,3 кг.
- Время перевода из походного положения в боевое: одна — две минуты.
- Способ транспортировки: перевозится конной тягой, грузовыми автомобилями, тягачами типа «Комсомолец» и «Пионер».

## Где можно увидеть
- Украина — Национальный военно-исторический музей Украины  в Киеве.
- Украина — Музей-мемориал героической обороны Одессы.
- Россия — Музей салютов и фейерверков, Ватутинках недалеко от Москвы.А также в  Музее Вооружённых сил Российской Федерации

## Орудие в игровой индустрии
В отличие от танков, разнообразие моделей артиллерийского вооружения встречается в очень ограниченном числе компьютерных игр. В частности, полковая пушка образца 1927 года присутствует в отечественных играх-стратегиях «Сталинград» и «Sudden Strike», в танковом симуляторе «Стальная ярость», а также в зарубежной игре «Combat Mission». Отражение особенностей использования пушки в этих играх далеко от реальности.